# Райка мінлива
Райка мінлива (Hyla versicolor) — вид земноводних з роду Райка родини Райкові.

## Опис
Загальна довжина досягає 5—5,1 см. Спостерігається статевий диморфізм: самиці більші за самців. За своєю будовою у значній мірі схожа на сіру райку. Відрізняється від неї більш довгими та потужними звуками, а також додатковим набором хромосом. Шкіра зморшкувата. Забарвлення коливається від сірувато-бежевого до зеленуватого. По спині проходить малюнок з темних смуг, що оздоблюють великі, неправильної форми плями, які лише трохи темніше загального тону забарвлення. З боків тіла часто розташовуються витягнуті темні плями. Черево майже біле.

## Спосіб життя
Зустрічається в різних вологих біотопах, переважно в лісах і заростях. Веде переважно деревний спосіб життя, проте нерідко спускається на землю. Здатна стрибати з гілки на гілку. Активна вночі. Харчується дрібними безхребетними.
Самиці відкладають 400–2000 яєць, прикріплюючи їх до водних рослин. Личинки з'являються через 1 тиждень. Метаморфоз триває 2—4 місяці.

## Розповсюдження
Поширена практично по всій Північній Америці: від Канади до півдня США.